# Cantón de Pantin-Oeste
El cantón de Pantin-Oeste era una división administrativa francesa, que estaba situada en el departamento de Sena-Saint-Denis y la región de Isla de Francia.

## Composición
El cantón estaba formado por una fracción de la comuna que le daba su nombre:
- Pantin (fracción)

## Supresión del cantón de Pantin-Oeste
En aplicación del Decreto nº 2014-214 de 21 de febrero de 2014, y corregido por Decreto nº 2014-481 de 13 de mayo de 2014, el cantón de Pantin-Oeste fue suprimido el 22 de marzo de 2015 y su fracción de comuna pasó a formar parte del nuevo cantón de Pantin.